# Lestes inaequalis
Lestes inaequalis là loài chuồn chuồn trong họ Lestidae. Loài này được Walsh mô tả khoa học đầu tiên năm 1862.